# Kościelna Wieś (kolonia w województwie wielkopolskim)
Kościelna Wieś – kolonia w województwie wielkopolskim, w powiecie pleszewskim, w gminie Gołuchów. 
W latach 1975–1998 miejscowość położona była w województwie kaliskim.